# Radio Jordanne
 (avril 2017).
Si vous disposez d'ouvrages ou d'articles de référence ou si vous connaissez des sites web de qualité traitant du thème abordé ici, merci de compléter l'article en donnant les références utiles à sa vérifiabilité et en les liant à la section « Notes et références ».
Radio Jordanne, rebaptisée Jordanne FM en 1997, est une radio FM  régionale française créée en 1982. Située à Aurillac, elle diffuse un programme généraliste sur les trois régions : Auvergne-Rhône-Alpes, Nouvelle-Aquitaine et Occitanie.

## Historique
Radio Jordanne est une radio FM  régionale française, née en 1982 sous la forme d'une association,. Elle est rebaptisée Jordanne FM en 1997,. En 2002, elle a adhéré au GIE Les Indés Radios et a pu passer en catégorie B (commerciale indépendante). En 2006, elle a repris, en syndication de programme, la station Radio Chardon à Égletons. Cette dernière a pris le nom de « Jordanne FM Haute Corrèze » et diffuse un programme local le samedi matin. La station a souhaité abandonner son statut associatif car elle dépassait le seuil de 20 % de recettes provenant de la publicité, et de ce fait n’était plus éligible au Fonds de soutien à l'expression radiophonique locale (FSER).

## Audience et aire de diffusion
Jordanne FM émet sur huit fréquences. Son aire de diffusion est située au carrefour des trois régions : Auvergne-Rhône-Alpes, Nouvelle-Aquitaine et Occitanie. Elle réalise une audience quotidienne d’environ 20 000 auditeurs.

## Programmation
Au début des années 2000, la station a redéfini ses programmes pour atteindre, non plus une audience « senior », mais une cible « 40-50 ans »,. Sa programmation musicale est faite de 60 % de chansons françaises.